# Рокантика
Рокантѝка (на италиански: Roccantica) е село и община в Централна Италия, провинция Риети, регион Лацио. Разположено е на 457 m надморска височина. Населението на общината е 627 души (към 2010 г.).